# Anatotitan
Anatotitan („Kachní titán“) byl až 12 m dlouhý býložravý dinosaurus z čeledi Hadrosauridae. Žil na konci křídového období před asi 68 až 65 milióny let na území dnešní Severní Ameriky.

## Popis
Anatotitan se vyznačoval výrazně protáhlou nízkou lebkou, která u některých jedinců dosahovala délky až 120 cm. Dále disponoval podobnou stavbou těla jako jiní hadrosauridi. Měl kostěný zobák, v jeho případě výrazně široký, čelisti s bateriemi zubů, kratší přední končetiny, dlouhé a silné zadní končetiny a dlouhý chvost. Přední končetiny sloužily především k chůzi, při běhu se však zvíře mohlo vztyčit na zadní končetiny. Patřil do skupiny plochohlavých hadrosauridů, neměl tedy žádný dutý kostěný hřeben napojený na dýchací cesty. Je však možné, že se na nosní otvory za jeho života upínala pružná kůže, která při nafukovaní mohla sloužit na vydávání zvuků nebo na poutání pozornosti samic.
Mezi příbuzné rodu Anatotitan patří obrovský Shantungosaurus z Asie a po jeho boku žijící Edmontosaurus, s kterým byl v minulosti řazen do dnes neplatného rodu Anatosaurus. Jack Horner a někteří další paleontologové považují anatotitana pouze za plně dospělé exempláře edmontosaura, to však není dosud prokázáno.

## V populární kultuře
Tento dinosaurus se objevuje jak v šesté epizodě fiktivně-dokumentárního cyklu Putování s dinosaury, tak ve filmu Toulky dinosaurů Amerikou. V obou je vyobrazen jako kořist Tyrannosaura.